# Tony Meo
Tony Meo, surnommé « The Cat » et « Meo, Meo », né le 4 octobre 1959 à Tooting, dans le sud de Londres, est un ancien joueur professionnel de snooker de nationalité anglaise.
En activité à la fin des années 1970, durant les années 1980 et pendant une grande partie des années 1990, sa carrière est principalement marquée par une victoire en tournoi classé (Open de Grande-Bretagne 1989), par une 10e position au classement mondial, atteinte en 1984 et une demi-finale au championnat du monde 1989.
Retiré depuis 1997, il est maintenant bijoutier à Hatton Garden, à Londres.

## Carrière
Tony Meo était un camarade d'école de Jimmy White à Tooting et les deux faisaient régulièrement l'école buissonnière pour aller jouer au snooker. Un chauffeur de taxi les repère et leur permet de participer à des matches dans le pays. À 17 ans, Tony Meo devient le plus jeune joueur à avoir réussi le break maximal de 147 points. Il gardera ce titre jusqu'à ce que Ronnie O'Sullivan le batte à l'âge de 15 ans. À 18 ans, il bat un joueur professionnel, Doug Mountjoy, lors d'un tournoi réunissant professionnels et amateurs (tournoi pro-am). Il bat son ami Jimmy White au tournoi junior Pontins et gagne le championnat d'Angleterre des moins de 19 ans en 1978. Il arrive en finale de l'Open du Canada dès sa première saison en tant que professionnel, en battant Alex Higgins en demi-finale, mais perd 15-17 face à Cliff Thorburn.
Pour sa première participation au championnat du monde (en 1980), il perd 9-10 face à Alex Higgins en seizième de finale. Il atteint les huitièmes de finale l'année suivante, mais est battu par Terry Griffiths. Ce même homme le bat encore, cette fois-ci en demi-finale du championnat du Royaume-Uni. Il gagne le Masters d'Australie en battant John Spencer en finale. Terry Griffiths le bat (7-9) une nouvelle fois en demi-finale du championnat du Royaume-Uni en 1982, puis Alex Higgins le bat 4-6 aux Masters.
Barry Hearn, le manager de Steve Davis le fait signer en 1982. La paire gagne alors le championnat du monde en double et le gagnera encore trois fois lors des quatre années suivantes. Il participe également à des compétitions par équipes en tant que membre de l'équipe d'Angleterre et gagne le Classique mondial par équipes en 1983 et est finaliste de la coupe du monde en 1985. En 1983, Tony Meo atteint les quarts de finale du championnat du monde, mais est battu 9-13 par Tony Knowles. Tony Meo rencontre Steve Davis en finale du Classique 1984. Dans la manche décisive, alors que les deux compères sont à 8-8, Tony Meo doit empocher la bille jaune pour gagner le match. Mais un spectateur crie « Come on Tony » et lui fait perdre sa concentration. Steve Davis empoche alors les couleurs restantes et gagne le tournoi. Il profitera de son discours de vainqueur pour demander l'interdiction de l'alcool dans l'assistance.
Tony Meo gagne de nouveau le Masters d'Australie en 1985, en battant John Campbell, puis le championnat d'Angleterre professionnel en 1986, en battant Neal Foulds par 9-7 et garde son titre l'année suivante, en battant Les Dodd par 9-5.
À la fin de la saison 1987-1988, il descend à la 31e place du classement mondial, après trois années passées dans le top 16.
Un tirage favorable lui permet de remporter son seul tournoi de classement, le prestigieux Open de Grande-Bretagne, en 1989, en battant Dean Reynolds, par 13-6, alors qu'il était un outsider coté à 200 contre 1 en début de tournoi. Quelques mois plus tard, il est battu 16-7 par John Parrott en demi-finale du championnat du monde 1989. Ces performances lui permettent de réintégrer le top 16, mais, après deux années, il quitte définitivement le haut du classement.
À la fin de la saison 1996-1997, il est décidé que désormais seuls les joueurs du top 96 seraient qualifiés pour jouer le circuit principal. Tony Meo qui était alors 160e décide de ne pas rejoindre la deuxième division mondiale et abandonne le sport professionnel.

## Vie personnelle
Tony Meo est gaucher et d'origine italienne. Il tient aujourd'hui une bijouterie dans Hatton Garden (en), à Holborn (Londres). En 1986, Tony Meo a été l'un des cinq joueurs de snooker (avec Steve Davis, Terry Griffiths, Willie Thorne et Dennis Taylor) à participer à Snooker Loopy (en), un single sur le snooker enregistré par Chas & Dave (en).

## Palmarès
| Légende | Catégorie                      | Titres                         | Finales                        |
|         | Tournois classés               | 1                              | 1                              |
|         | Tournois non classés           | 7                              | 3                              |
|         | Tournois par équipes           | 5                              | 1                              |
|         | Tournois pro-am                | 0                              | 1                              |
|         | Tournois amateurs              | 1                              | 0                              |
| Gras    | Tournois de la triple couronne | Tournois de la triple couronne | Tournois de la triple couronne |

### Titres
| Saison    | Nom du tournoi                                          | Lieu           | Finaliste                     | Score  | Tableau |
| 1993-1994 | Championnat britannique des moins de 18 ans             |                | Ian Williamson                | 3-1    |         |
| 1981-1982 | Masters d'Australie                                     | Sydney         | John Spencer                  | [ 10 ] | Tableau |
| 1982-1983 | Championnat du monde par équipes (avec Steve Davis)     | Londres        | Terry Griffiths Doug Mountjoy | 13-2   | Tableau |
| 1982-1983 | Tournoi Pontins Brean Sands                             | Burnham-on-Sea | Silvino Francisco             | 9-7    | Tableau |
| 1983-1984 | Masters de Thaïlande                                    | Bangkok        | Steve Davis                   | 2-1    | Tableau |
| 1983-1984 | Coupe du monde                                          | Reading        | Pays de Galles                | 4-2    | Tableau |
| 1983-1984 | Championnat du monde par équipes (2) (avec Steve Davis) | Northampton    | Tony Knowles Jimmy White      | 10-2   | Tableau |
| 1985-1986 | Masters d'Australie (2)                                 | Sydney         | John Campbell                 | 7-2    | Tableau |
| 1985-1986 | Championnat du monde par équipes (3) (avec Steve Davis) | Northampton    | Tony Jones Ray Reardon        | 12-5   | Tableau |
| 1985-1986 | Championnat d'Angleterre                                | Ipswich        | Neal Foulds                   | 9-7    | Tableau |
| 1986-1987 | Championnat du monde par équipes (4) (avec Steve Davis) | Northampton    | Mike Hallett Stephen Hendry   | 12-3   | Tableau |
| 1986-1987 | Championnat d'Angleterre (2)                            | Ipswich        | Les Dodd                      | 9-5    | Tableau |
| 1988-1989 | Open de Grande-Bretagne                                 | Derby          | Dean Reynolds                 | 13-6   | Tableau |
| 1989-1990 | Ligue internationale                                    |                | Jimmy White                   | [ 11 ] | Tableau |

### Finales perdues
| Saison    | Nom du tournoi                     | Lieu         | Vainqueur       | Score  | Tableau |
| 1977-1978 | Tournoi Pontins pro-am (printemps) | Prestatyn    | Steve Davis     | 6-7    | Tableau |
| 1978-1979 | Open du Canada                     | Toronto      | Cliff Thorburn  | 15-17  | Tableau |
| 1980-1981 | Championnat d'Angleterre           | Birmingham   | Steve Davis     | 3-9    | Tableau |
| 1983-1984 | Classique de snooker               | Warrington   | Steve Davis     | 8-9    | Tableau |
| 1984-1985 | Masters de Malaisie                | Kuala Lumpur | Terry Griffiths | [ 11 ] | Tableau |
| 1984-1985 | Coupe du monde                     | Bournemouth  | Irlande         | 7-9    | Tableau |